# Atletisme als Jocs Olímpics d'estiu de 2012 – 3.000 metres obstacles femenins

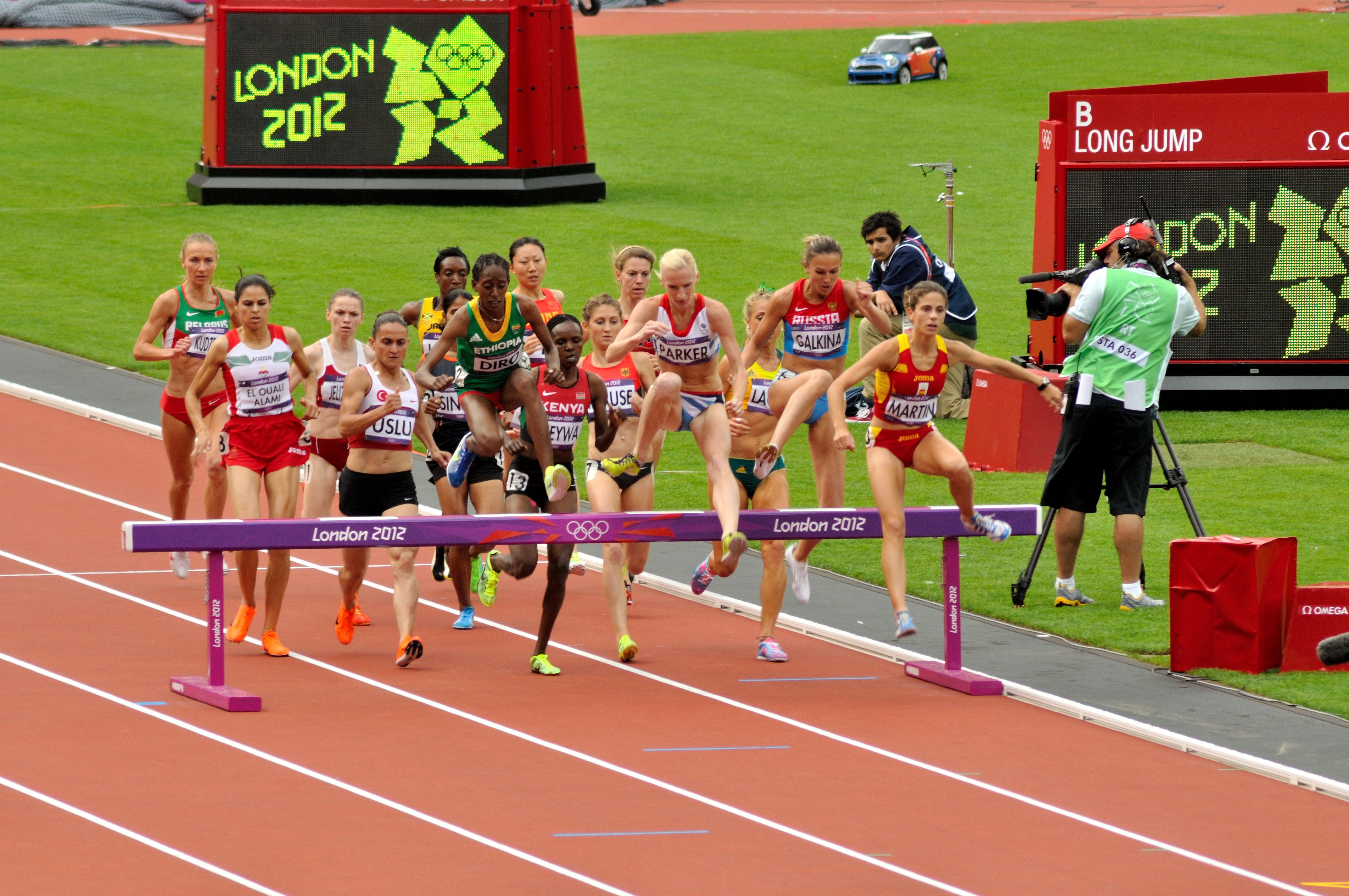
Primera sèrie dels 3.000 metres obstacles femenins, 4 d'agost

La prova dels 3.000 metres obstacles femenins dels Jocs Olímpics de Londres del 2012 es va disputar entre el 4 i el 6 d'agost a l'Estadi Olímpic de Londres.

## Rècords
Abans de la prova els rècords del món i olímpic existents eren els següents:
| Rècord del món | Gulnara Galkina (RUS) | 8' 58" 81 | Pequín, Xina | 17 d'agost de 2008 |
| Rècord olímpic | Gulnara Galkina (RUS) | 8' 58" 81 | Pequín, Xina | 17 d'agost de 2008 |

Durant la prova no se supera cap rècord.

## Horaris
Tots els horaris són segons l'horari britànic (UTC+1)
| Data                        | Hora  | Ronda  |
| --------------------------- | ----- | ------ |
| Dissabte, 4 d'agost de 2012 | 11:35 | Sèries |
| Dilluns, 6 d'agost de 2012  | 21:05 | Final  |

## Medallistes
| Or                    | Plata               | Bronze             |
| Yuliya Zaripova (RUS) | Habiba Ghribi (TUN) | Sofia Assefa (ETH) |

## Resultats

### Sèries
Es realitzen tres sèries en què els quatre millors temps de cadascuna d'elles passa a la final. A banda d'aquests, els tres millors temps també passen a la final.

#### Sèrie 1
| Posició | Nom                         | Temps    | Notes | Qual. |
| ------- | --------------------------- | -------- | ----- | ----- |
| 1       | Gesa Felicitas Krause (GER) | 9:24.91  | PB    | Q     |
| 2       | Etenesh Diro (ETH)          | 9:25.31  |       | Q     |
| 3       | Milcah Chemos Cheywa (KEN)  | 9:27.09  |       | Q     |
| 4       | Polina Jelizarova (LAT)     | 9:27.21  | NR    | Q     |
| 5       | Gulnara Galkina (RUS)       | 9:28.76  |       | q     |
| 6       | Barbara Parker (GBR)        | 9:32.07  |       |       |
| 7       | Li Zhenzhu (CHN)            | 9:34.29  | SB    |       |
| 8       | Diana Martín (ESP)          | 9:35.77  | PB    |       |
| 9       | Genevieve LaCaze (AUS)      | 9:37.90  | PB    |       |
| 10      | Korene Hinds (JAM)          | 9:37.95  | SB    |       |
| 11      | Salima El Ouali Alami (MAR) | 9:44.62  |       |       |
| 12      | Shalaya Kipp (USA)          | 9:48.33  |       |       |
| 13      | Sudha Singh (IND)           | 9:48.86  |       |       |
| 14      | Sviatlana Kudzelich (BLR)   | 9:54.77  |       |       |
| 15      | Binnaz Uslu (TUR)           | 10:31.00 |       |       |

#### Sèrie 2
| Posició | Nom                       | Temps    | Notes | Qual. |
| ------- | ------------------------- | -------- | ----- | ----- |
| 1       | Sofia Assefa (ETH)        | 9:25.42  |       | Q     |
| 2       | Habiba Ghribi (TUN)       | 9:27.42  | SB    | Q     |
| 3       | Emma Coburn (USA)         | 9:27.51  |       | Q     |
| 4       | Marta Domínguez (ESP)     | 9:29.71  |       | Q     |
| 5       | Clarisse Cruz (POR)       | 9:30.06  | PB    | q     |
| 6       | Yelena Orlova (RUS)       | 9:33.14  |       |       |
| 7       | Valentyna Zhudina (UKR)   | 9:37.90  |       |       |
| 8       | Lydia Chebet Rotich (KEN) | 9:42.03  |       |       |
| 9       | Stephanie Reilly (IRL)    | 9:44.77  |       |       |
| 10      | Gülcan Mıngır (TUR)       | 9:47.35  |       |       |
| 11      | Katarzyna Kowalska (POL)  | 9:48.60  |       |       |
| 12      | Beverly Ramos (PUR)       | 9:55.26  |       |       |
| 13      | Cristina Casandra (ROM)   | 9:58.83  |       |       |
| 14      | Yin Annuo (CHN)           | 10:09.10 |       |       |
| 15      | Ángela Figueroa (COL)     | 10:25.60 |       |       |

#### Sèrie 3
| Posició | Nom                         | Temps    | Notes | Qual. |
| ------- | --------------------------- | -------- | ----- | ----- |
| 1       | Hiwot Ayalew (ETH)          | 9:24.01  |       | Q     |
| 2       | Yuliya Zaripova (RUS)       | 9:25.68  |       | Q     |
| 3       | Mercy Wanjiku Njoroge (KEN) | 9:25.99  |       | Q     |
| 4       | Antje Moldner-Schmidt (GER) | 9:26.57  | SB    | Q     |
| 5       | Bridget Franek (USA)        | 9:29.86  |       | q     |
| 6       | Ancuța Bobocel (ROM)        | 9:31.06  |       |       |
| 7       | Dorcus Inzikuru (UGA)       | 9:35.29  |       |       |
| 8       | Sandra Eriksson (FIN)       | 9:50.71  |       |       |
| 9       | Eilish McColgan (GBR)       | 9:54.36  |       |       |
| 10      | Kaltoum Bouaasayriya (MAR)  | 9:58.77  |       |       |
| 11      | Silvia Danekova (BUL)       | 9:59.52  |       |       |
| 12      | Svitlana Shmidt (UKR)       | 10:01.09 |       |       |
| 13      | Özlem Kaya (TUR)            | 10:03.52 |       |       |
| 14      | Matylda Szlęzak (POL)       | 10:08.84 |       |       |

Q - Qualificat per posició / q - Qualificat per temps

### Final
| Posició | Nom                         | Temps   | Notes |
| ------- | --------------------------- | ------- | ----- |
| Or      | Yuliya Zaripova (RUS)       | 9:06.72 | PB    |
| Argent  | Habiba Ghribi (TUN)         | 9:08.37 | NR    |
| Bronze  | Sofia Assefa (ETH)          | 9:09.84 |       |
| 4       | Milcah Chemos Cheywa (KEN)  | 9:09.88 |       |
| 5       | Hiwot Ayalew (ETH)          | 9:12.98 |       |
| 6       | Etenesh Diro (ETH)          | 9:19.89 | PB    |
| 7       | Antje Moldner-Schmidt (GER) | 9:21.78 | SB    |
| 8       | Gesa Felicitas Krause (GER) | 9:23.52 | PB    |
| 9       | Emma Coburn (USA)           | 9:23.54 | PB    |
| 10      | Mercy Wanjiku Njoroge (KEN) | 9:26.73 |       |
| 11      | Clarisse Cruz (POR)         | 9:32.44 |       |
| 12      | Marta Dominguez (ESP)       | 9:36.45 |       |
| 13      | Polina Jelizarova (LAT)     | 9:38.56 |       |
| 14      | Bridget Franek (USA)        | 9:45.51 |       |
|         | Gulnara Galkina (RUS)       | Abd     |       |

NR - Rècord nacional / PB - Millor marca personal / SB - Millor temps de la temporada